# Малдиви на Летњим олимпијским играма 1996.
Малдиви су на Летњим олимпијским играма у Пекингу 1996. учествовали трећи пут као самостална земља.
Делегација Малдива, је на Олимпијским играма 1996. у Атланти учествовала са 6 такмичара 5 мушкарца и једна жена у 2 спорта. 
Малдивски олимпијски тим је остао у групи земаља које нису освојиле ниједну медаљу. 
Заставу Малдива на свечаном отварању Олимпијских игара 2004. носио је атлетичар Ахмед Шагеф.
Најмлађи учесник у репрезентацији Малдива била је атлетичарка Yaznee Nasheeda са 18 година и 322 дана, а најстарији је био такође атлетичар Мохамед Амир са 26 год и 249 дана.

## Учесници по спортовима
| Спорт     | Мушкарци | Жене | Укупно |
| --------- | -------- | ---- | ------ |
| Атлетика  | 4        | 1    | 5      |
| Пливање   | 1        | 0    | 1      |
| Укупно(2) | 2        | 2    | 4      |

## Атлетика

### Мушкарци
| Атлетичар Лични рекорд                              | Дисциплина | Група    | Група    | Четвртфинале      | Четвртфинале      | Полуфинале        | Полуфинале        | Финале            | Финале  | Детаљи |
| Атлетичар Лични рекорд                              | Дисциплина | Резултат | Место    | Резултат          | Место             | Резултат          | Место             | Резултат          | Место   | Детаљи |
| --------------------------------------------------- | ---------- | -------- | -------- | ----------------- | ----------------- | ----------------- | ----------------- | ----------------- | ------- | ------ |
| Мохамед Амир                                        | 400 м      | 49,67    | 8 гр. 4  | Није се пласирао  | Није се пласирао  | Није се пласирао  | Није се пласирао  | Није се пласирао  | 55 / 64 |        |
| Насер Исмаил                                        | 800 м      | 1:58,70  | 8 гр. 4  | Није се пласирао  | Није се пласирао  | Није се пласирао  | Није се пласирао  | Није се пласирао  | 54 / 57 |        |
| Hussain Riyaz                                       | 1.500 м    | 4:15,14  | 12 гр. 3 | Није се пласирао  | Није се пласирао  | Није се пласирао  | Није се пласирао  | Није се пласирао  | 55 / 56 |        |
| Ахмед Шагеф Мохамед Амир Насер Исмаил Hussain Riyaz | 4 х 400 м  | 3:24,88  | 6 гр. 4  | Нису се пласирали | Нису се пласирали | Нису се пласирали | Нису се пласирали | Нису се пласирали | 32 / 35 |        |

### Жене
| Атлетичарка Лични рекорд | Дисциплина | Група    | Група   | Четвртфинале     | Четвртфинале     | Полуфинале       | Полуфинале       | Финале           | Финале  | Детаљи |
| Атлетичарка Лични рекорд | Дисциплина | Резултат | Место   | Резултат         | Место            | Резултат         | Место            | Резултат         | Место   | Детаљи |
| ------------------------ | ---------- | -------- | ------- | ---------------- | ---------------- | ---------------- | ---------------- | ---------------- | ------- | ------ |
| Yaznee Nasheeda          | 800 м      | 2:36,85  | 7 гр. 3 | Није се пласирао | Није се пласирао | Није се пласирао | Није се пласирао | Није се пласирао | 36 / 37 |        |

## Пливање

#### Мушкарци
| Пливач      | Дисциплина    | Група | Група   | Полуфинале       | Полуфинале       | Финале           | Финале           | Детаљи |
| Пливач      | Дисциплина    | Време | Пласман | Време            | Пласман          | Време            | Пласман          | Детаљи |
| ----------- | ------------- | ----- | ------- | ---------------- | ---------------- | ---------------- | ---------------- | ------ |
| Moosa Nazim | 50 м слободно | 28,37 | 61/64   | Није се пласирао | Није се пласирао | Није се пласирао | Није се пласирао |        |